# Ёрои тоси

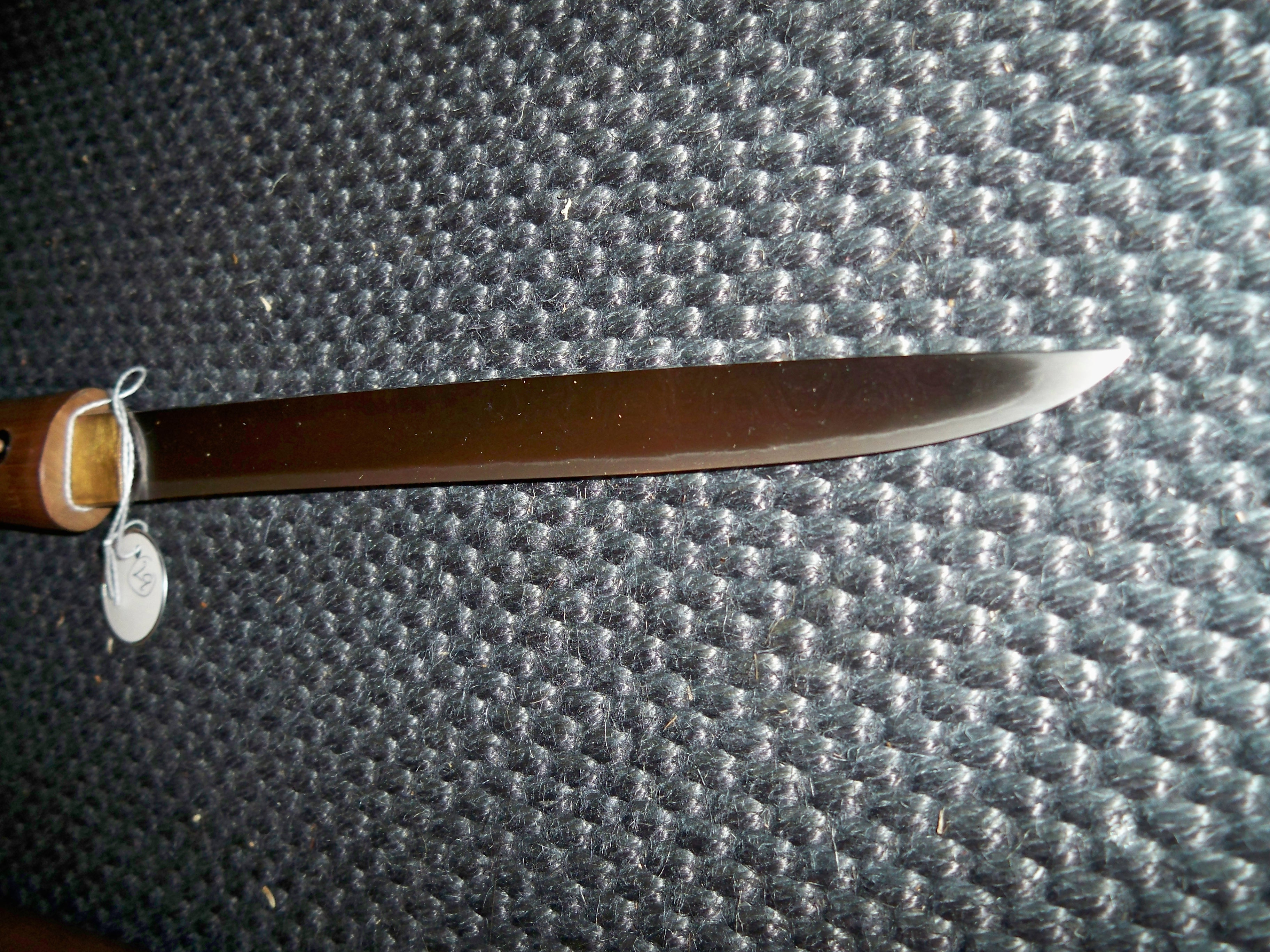
Антикварный японский ёрои тоси.

Ёрои тоси (鎧通し) — один из традиционных мечей, которые носили самураи в феодальной Японии. Представляет собой длинный нож с большей толщиной лезвия в зоне верхнего гребня, нежели танто.
По размеру варьировались от 20 до 22 см, но некоторые экземпляры могли быть короче 15 см. Толщина лезвия в зоне выемки в начале режущей кромки могла составлять до 1,27 см.

## История
Первые ёрои тоси появились в период Сэнгоку (то есть, в поздний период Муромати).

## Применение
Ёрои тоси использовались для пронзания брони и для нанесения колотых ран при борьбе в тесном контакте.
Носились на внутренней стороне пояса сзади или на правой стороне, с рукоятью, расположенной вперёд и к верхнему краю.
Из-за того, что ёрои тоси носили справа, этот клинок выхватывался левой рукой, что обусловило распространение альтернативного названия данного оружия — метедзаси (馬手差), или «выхватываемый на лошади (то есть рукой, держащей поводья, левой рукой) клинок».